# Cremona (Alberta)
Cremona /krəˈmoʊnə/ è un villaggio nell'Alberta meridionale, Canada.

## Società

### Evoluzione demografica
Secondo il censimento del 2011, il villaggio di Cremona aveva una popolazione di 457 abitanti che vivevano in 199 delle 213 abitazioni in totale, un cambiamento del -1,3% rispetto al 2006 la popolazione di 463 abitanti. Con una superficie di 1,71 km² (0,66 sq mi), aveva una densità abitativa di 267,3/km² (692,2/sq mi) nel 2011.
Nel 2006, il villaggio di Cremona aveva una popolazione di circa 463 abitanti che vivevano in 198 abitazioni, un aumento dell'11,6% rispetto al 2001. Il villaggio aveva una superficie di 0,68 km² (0,26 sq mi) e una densità di popolazione di 677,1/km² (1,754/sq mi).